# Odessa (Album)
Odessa ist das vierte internationale Musikalbum der Bee Gees, 1969 als Doppelalbum veröffentlicht.

## Produktion
Die Aufnahmen zu Odessa begannen im August 1968 ohne Robin Gibb in den New Yorker Atlantic Recording Studios, nachdem er aufgrund gesundheitlicher Probleme nach England zurückkehren und die Tournee durch die USA abgebrochen werden musste. Im Oktober des Jahres stieß Robin Gibb wieder zur Band und die Aufnahmen wurden in den Londoner IBC Studios sowie im Trident Studio fertiggestellt. I Laugh in Your Face wurde bereits im Juli im Rahmen der Sessions zum Album Idea in den IBC Studios eingespielt.
Nach den Aufnahmen in New York verließ Vince Melouney wegen „“musikalischer Differenzen die Band. Tatsächlich waren es wohl auch die Spannungen, die vor allem durch die Streitereien unter den Gibb-Brüdern hervorgerufen wurden. Das Album war – offenbar aus rein kommerziellen Gründen – als Doppelalbum geplant. Dem Produzenten schwebte ein Konzeptalbum vor. So bekam es zunächst den Arbeitstitel „The American Opera“, der später in „Masterpiece“ geändert wurde. Schließlich wurde Odessa daraus, bezugnehmend auf den komplexen, über sieben Minuten langen, gleichnamigen Eröffnungssong des Albums. Dieser sollte auch als Single veröffentlicht werden, was aber aufgrund der Länge des Songs wieder verworfen wurde. Stattdessen entschied Robert Stigwood schließlich, First of May (mit der B-Seite Lamplight) als Single zu veröffentlichen. Dies blieb die einzige Auskopplung aus diesem Album. In Deutschland gab es zwei Versionen davon, zum einen die originale und zum anderen eine mit Lamplight als A-Seite.
Bei den Aufnahmen zu den drei Instrumentaltiteln des Albums ist – außer Maurice Gibb am Klavier auf Seven Seas Symphony – kein Mitglied der Bee Gees beteiligt gewesen. Alle drei wurden von Bill Shepherd und seinem Chor und Orchester allein eingespielt.
Das Albumcover war mit einem roten Samtüberzug versehen (tatsächlich war es Filz), was die Plattenfirmen bei der Fertigung vor große Probleme stellte. Aus diesem Grund wurde das Album nach dem Ausverkauf der Erstauflage in Deutschland von Karussell in einem roten Hochglanzcover neu veröffentlicht. In England wurden die beiden Schallplatten des Albums ab 1970 separat verkauft.
Alle Songs des Albums wurden 1968 komponiert.
Das Album erschien im Januar 1969 parallel zur Single First of May und erreichte mit Platz 4 im Mai seine höchste Position in den deutschen Albumcharts.

### Mitwirkende
- Arrangeur, Dirigent: Bill Shepherd
- Toningenieure: Adrian Barber (Atlantic Studios), Philip Wade, Ted Sharpe, Andy Knight (IBC Studios)
- Cello: Paul Buckmaster
- Banjo: Bill Keith
- Fiddle: Tex Logan

## Trackliste
alle Songs komponiert von Barry, Robin & Maurice Gibb
- A1. Odessa (City on the Black Sea)
- A2. You’ll Never See My Face Again
- A3. Black Diamond
- B1. Marley Purt Drive
- B2. Edison
- B3. Melody Fair
- B4. Suddenly
- B5. Whisper Whisper
- C1. Lamplight
- C2. Sound Of Love
- C3. Give Your Best
- C4. Seven Seas Symphony
- C5. With All Nations (International Anthem)
- D1. I Laugh In Your Face
- D2. Never Say Never Again
- D3. First Of May
- D4. The British Opera

### Bonustracks 2009(Sketches For Odessa)
alle Songs komponiert von Barry, Robin & Maurice Gibb
- Odessa (Demo)
- You’ll Never See My Face Again (Alternate Mix)
- Black Diamond (Demo)
- Marley Purt Drive (Alternate Mix)
- Barbara Came To Stay
- Edison (Alternate Mix)
- Melody Fair (Demo)
- Melody Fair (Alternate Mix)
- Suddenly (Alternate Mix)
- Whisper Whisper – Part Two (Alternate Version)
- Lamplight (Demo)
- Lamplight (Alternate Version)
- Sound Of Love (Alternate Mix)
- Give Your Best (Alternate Mix)
- Seven Seas Symphony (Demo)
- With All Nations (International Anthem) (Vocal Version)
- I Laugh In Your Face (Alternate Mix)
- Never Say Never Again (Alternate Mix)
- First Of May (Demo)
- First Of May (Alternate Mix)
- Nobody’s Someone
- Pity
- Odessa Promotional Spot

## Ausgaben
Das Album erschien 1969 bei Polydor, in den USA jedoch auf Atco, einem Sublabel von Atlantic Records. Noch im selben Jahr erschien das Album in einer Auflage des Bertelsmann Buchclubs, das unter dem Titel Best Of Odessa neun der siebzehn Titel auf einer LP zusammenfasste.
1970 gab es eine zweite Auflage auf dem Label Karussell, die bis in die 1980er Jahre erhältlich blieb, 1983 folgte eine Ausgabe auf RSO Records als Teil einer retrospektiven 17-LP-Box.
1985 erschien das Album erstmals auf Compact Disc.
2009 wurde Odessa als 3CD und 2LP-Set wiederveröffentlicht.
- 1969: Polydor 184 199/200 (2LP, Stereo)
- 1969: Polydor 79 615 (LP, Stereo, Bertelsmann Clubausgabe: The Best Of Odessa)
- 1970: Karussell 2674012 (2LP, Stereo)
- 1983: RSO 2674012 (2LP, Boxset: Bee Gees)
- 1985: RSO/Polydor 825 451-2 (CD, 16 Tracks)
- 2009: Reprise 8122-79886-6 (3CD, Stereo/Mono)
- 2009 USA: Reprise R1 517011 (2LP, Stereo)

Für den englischen Markt wurde 1969 auch ein Monomix hergestellt, der 2009 Teil der 3CD-Boxsets war.

## Rezeption
Obwohl das Album heute in allerlei Bestenlisten geführt wird, wurde es 1969 weder von der Kritik, noch vom Publikum sonderlich gut angenommen. Die Bee Gees selbst waren weder mit der kreativen Arbeit, noch mit der technischen Umsetzung zufrieden. In einem Arte-Feature mit dem Titel Brüder im Discofieber erinnert sich Barry Gibb – und Robin stimmt zu –, dass Odessa ein Konzeptalbum hätte werden sollen, doch herausgekommen sei „a mish-mash of songs … this album never really got finished“.
Der bekannteste Titel dieses Albums, First of May, wurde im Laufe der Jahre mehrfach von einer ganzen Reihe von Künstlern neu eingespielt. Allen voran José Feliciano, Patti Boulaye und Blackmore’s Night. Italienische Versionen gab es von Ornella Vanoni und Giano Ton. Weitere Interpretationen gab es von Patty Pravo, Cilla Black, Sarah Brightman, Mel Carter, Lonnie Donegan oder der Weeping Willows.